# とろけるまじかるフロマージュ
『とろけるまじかるフロマージュ』はちゃおの漫画作品。作者は白雪バンビ。

## ストーリー
人間界・ある町外れにひっそりと佇む大きな屋敷があった。そこに住む女主人(ミストレス)の名は「マジュ」。その正体は数々の素晴らしい魔法道具を生み出し、魔界でも名の知れたとても優秀な魔女だった。しかし、その性格は高慢で、生意気。おまけに自立心の欠片も無く、従って一日中ベットの上でマンガを読みながらお菓子を食べるというとても自堕落な生活を送っていた。当然、経済状況は酷い物で、一か月の半ばで予算が三千円になったり、使い魔のマーブルが仕えに来た時は「なんだ借金とりかと思ったのだ」と返済不可な程の借金を抱えていた模様。それでも働く様子を一向に見せないマジュにマーブルも半ば諦めかけていた。しかし、ある日、突然「人間のため魔法道具を作るぞ！」宣言をしたマジュ。そうと決まればと今まで作った魔法道具をネットショップにて売りさばいた。しかし、金銭感覚がずれているマジュ、最初は中々売れなかった。だが、段々と買い手が増え、軌道に乗り始める。願いを叶える魔法道具を売るネットショップ・“マジカルフロマージュ”の店主は次々と依頼主の願いを叶えていく…。

## キャラクター
マジュ
「マジカルフロマージュ」の店主。その商品の効果は絶大。しかし、自分の能力に反し非情に自己中心的な性格。金使いが荒く、その為、度々使い魔のマーブルを困らせている。登場当初は依頼主の人間を金儲けの道具としか思っておらず、冷酷だったが、徐々に人間の気持ちを重視し始め、自分が魔女である為に人の心が解らないと落ち込む描写を見せた。マーブルには常に我儘を言っていたが、本心では大事に思っているようで、マーブルがいなくなった時はツンデレな発言をし、寂しがっている様子を見せていた。イメージカラーはパープルとピンク。金髪で目の色はパープル。魔女の姿でいる時はパープルのロングドレスを着用し、ブラウンブーツを履いている。前髪は左七三分けで、頭の左上に「M」のイニシャルが付いた、ピンクのリボンをつけており、長い金髪をハーフツインテールにし、左右にパープルのリボンをつけているが、無い時もある。ドレス裾部分にあるドット柄が愛らしい。髪型は人間に紛している時はボブである。また、外出する際は至って現代的な服装をするなど魔女と言う正体は隠して人間界に紛れ込んでいたいらしい。
登場当初はカールがかかっていたが、三話程からストレートになっている。イメージマークはハート。呪文は「とろけよ　まじかる　フロマージュ」。語尾には「～じゃ」がつき、一人称は“わらわ”、相手のことはよびすてか、“おぬし”。
プロフィールは、誕生日は1月20日。血液型はB型。好きな色は紫と黒。好物はクリームシチューとクリームコロッケと日本のお菓子。好きな言葉は大儲けとおやつとお昼寝。年齢は不明だが、マーブルが仕え始めた50年前から現在まで容姿の変化は無く、見た目は中高生程である。名前の由来はチーズケーキ→フロマージュ→マジュである。
マーブル
普段は熊のぬいぐるみの姿だが、マジュが作った魔法道具ヒューマントを羽織ると小学校低学年程の少年の姿になれる。人間の言葉を話し、常に敬語。
一人称は“私”で、マジュには様をつける。イジラレキャラで、マジュの我儘にいつも困らせられている。あまりにも自堕落なマジュに愛想が尽き、一度はマジュのそばを離れようとしていたが、どうしたら人間を幸せにする道具を作れるのかと夜な夜な努力していたマジュの姿を見て、決意を変える。
出身はマジュの館から離れた田舎。「人間からお金をふんだくる道具を作るぞ！」と言うマジュの根は本当は優しいことを知っており、暖かい目で見守っている。心が広く、マジュが邪魔ものとしか考えていないクレアやカロンのことを、「おっとりして大人っぽい」や「元気で明るい方」などと褒めている描写が多い。
プロフィールは誕生日が6月30日。血液型は不明。好きな色はオレンジ色。好物は揚げだし豆腐とひつまぶしと塩豆大福。好きな言葉は特価と詰め放題と朝市。名前の由来はマーブルチョコ→マーブルである。マジュに仕えて50年。